# بابی هاسل
بابی هاسل (انگلیسی: Bobby Hassell؛ زادهٔ ۴ ژوئن ۱۹۸۰) یک بازیکن فوتبال اهل بریتانیا است.